# Erwägungsgrund
Ein Erwägungsgrund (Abkürzung: EG oder ErwG, engl. recital; frz. considérant) ist in der Rechtswissenschaft ein Teil der einem Rechtstext vorangehenden Erläuterung bestimmter Tatsachen, die bestimmten schriftlichen Rechtsakten (z. B. völkerrechtlichen Verträgen oder EU-Rechtsakten) vorangestellt wird und dadurch aufzeigen soll, welche Überlegungen zum Erlass des Rechtsakts geführt haben.
Erwägungsgründe können, müssen aber nicht einem Rechtsakt oder Vertrag vorangestellt werden.
Stehen einem Rechtsakt oder Vertrag mehrere strukturierte Erwägungsgründe voran, bilden diese zusammen eine Präambel. Im Gegensatz zu den Vertragsklauseln bzw. Rechtsnormen, denen sie voranstehen, können aus den Erwägungsgründen keine unmittelbaren Rechtsfolgen abgeleitet werden, sondern sie sind deklarativ (siehe: Soft Law). Allerdings können sie in dieser Funktion für die Auslegung der Klauseln bzw. Normen im Rechtsakt Bedeutung haben und dadurch deren rechtliche Wirkungen wesentlich beeinflussen.

## Geschichte
Erwägungsgründe (früher auch Beweggründe genannt) finden sich schon in ältesten Rechtstexten und nehmen in der Regel auch Bezug auf einen Gott, dem zu Ehren oder zur Befolgung dessen Willen eine bestimmte Rechtsnorm erlassen wurde. Diese Bezugnahme dient unter anderem auch der Legitimierung desjenigen, der die Norm erlassen hat. So wurden z. B. in der Goldenen Bulle (1356), dem wichtigsten „Grundgesetze“ des Heiligen Römischen Reiches, folgende (und andere) Erwägungsgründe vorangestellt: „Ewig allmächtiger Gott, du einzige Hoffnung des Weltalls, Schöpfer des Himmelsgewölbes, Gründer des Rundes der Erde, Sei eingedenk deines Volks und wache vom Himmel herunter, Daß es die Schritte nicht lenke, dorthin wo Rache gebietet, (...). Aus zwei Gründen wollen wir den künftigen Gefahren der Uneinigkeit und der Zwietracht unter den Kurfürsten, zu deren Zahl wir als König von Böhmen bekanntlich gehören, entgegentreten, nämlich wegen unseres Kaisertums wie auch wegen des von uns ausgeübten Wahlrechts. Wir wollen die Einigkeit unter den Kurfürsten fördern, Einmütigkeit bei der Wahl herbeiführen und der verwünschten Zwietracht und den vielfachen aus ihr erwachsenden Gefahren den Einlaß verwehren. Daher haben wir durch die Würde unseres kaiserlichen Amtes die untenstehenden Gesetze auf unserem feierlichen Reichstag zu Nürnberg in Anwesenheit aller geistlichen und weltlichen Kurfürsten und zahlreicher anderer Fürsten, Grafen, Freiherren, Vornehmen, Adligen und [Gesandten der] Städte, sitzend auf dem Kaiserthron, geschmückt mit den kaiserlichen Infuln, den Insignien und der Krone, nach vorheriger eingehender Beratung kraft kaiserlicher Gewalt erlassen, aufgestellt und bekräftigt.“
Auch dem Corpus iuris civilis (528–534) war teilweise bzw. abschnittsweise ein Erwägungsgrund vorangestellt. Beispiel (Erste Constitution): „Der Kaiser Justinian an den Senat der Stadt Constantinopel.“
„Wir haben beschlossen, eine Verbesserung, welche schon von vielen früheren Kaisern als notwendig erkannt worden war, deren Ausführung jedoch keiner derselben unternommen hat, gegenwärtig mit des allmächtigen Gottes Hilfe und zum allgemeinen Besten zu unternehmen und die prozessualen Auseinandersetzungen dadurch abzukürzen, dass die kaiserlichen Gesetze, die in den drei Rechtsbüchern, dem Gregorianischen, der Hermogenianischen und dem Theodosianischen, enthalten sind, sowie denjenigen, die in der Folge dieser Rechtsbücher von Theodosius, seligen Andenkens, und anderen späteren Kaisern, desgleichen auch von Unserer Hoheit verkündet wurden, vermindert und eine Rechtssammlung abgefaßt werde, welche Unseren Hohen Namen trage und in welcher sowohl Gesetze aus den drei erwähnten Rechtsbüchern, als auch die neueren Konstitutionen, welche später als jene erlassen wurden, zusammengetragen werden sollen.“

## Erwägungsgründe im übernationalen Recht
Den Erwägungsgründen im übernationalen Recht (z. B. Völkerrecht, Recht der Europäischen Union, Satzungen Internationaler Organisationen etc.) kommt oft besondere Bedeutung zu. Die Erwägungsgründe dienen einerseits zur Auslegung des Rechtsaktes oder Vertrages, aber auch, sofern eine Umsetzung in nationales Recht erfolgt, zur Auslegung der entsprechenden nationalen Gesetze.

### Erwägungsgründe im Völkerrecht
Im Völkerrecht enthalten Verträge (insbesondere multilaterale) traditionell eine Präambel mit den Erwägungsgründen des Vertrages. Diese sind in den deutschen Übersetzungen an einleitenden Formulierungen wie „in der Erwägung, dass“, „in dem Wunsche“, „in Anerkenntnis“, „in Anbetracht, dass“ usw. zu erkennen, die sowohl alle Erwägungsgründe zusammen als auch jeweils einzelne Erwägungsgründe einleiten können.

### Erwägungsgründe im EU-Recht
Erwägungsgründe finden sich in den Präambeln zu den Europäischen Verträgen und regelmäßig auch in den davon abgeleiteten Rechtsakten der Europäischen Union.

#### Erwägungsgründe im Primärrecht
Die Erwägungsgründe im Primärrecht (den Verträgen der Europäischen Union) dienen nicht nur zur rechtlichen Auslegung der Verträge, sondern enthalten auch politische Grundsätze und Absichtserklärungen. Erwägungsgründe im Rahmen der Präambel der Verträge über die Europäische Union unterliegen auch einem Wandel.
Eine der bekanntesten Erwägungsgründe ist der zur immer weiter fortschreitenden Europäischen Integration im EUV und AEUV, womit zum Ausdruck gebracht wird, dass die bestehenden Verträge lediglich Zwischenstufen sind, einen immer engeren Zusammenschluss der europäischen Völker zu schaffen. Diese Erwägungsgründe sind wiederum eine Weiterentwicklung aus dem fünften Erwägungsgrund, der sich im Vertrag über die Europäische Gemeinschaft für Kohle und Stahl fand: „entschlossen, an die Stelle der jahrhundertealten Rivalitäten einen Zusammenschluß ihrer wesentlichen Interessen zu setzen, durch die Errichtung einer wirtschaftlichen Gemeinschaft den ersten Grundstein für eine weitere und vertiefte Gemeinschaft unter Völkern zu legen, die lange Zeit durch blutige Auseinandersetzungen entzweit waren, und die institutionellen Grundlagen zu schaffen, die einen nunmehr allen gemeinsamen Schicksal die Richtung weisen können.“

#### Erwägungsgründe im Sekundärrecht
Die Erwägungsgründe im Sekundärrecht richten sich inhaltlich vor allem nach dem Zweck der Regelung und im Hinblick auf die Form nach den einheitlichen „interinstitutionellen Regeln für Veröffentlichungen“ des Amts für Veröffentlichungen der Europäischen Union. Die einleitende Formel in den deutschen Ausgaben der Rechtsakte lautet „in Erwägung nachstehender Gründe“. Dem folgen durchnummeriert die einzelnen Erwägungsgründe.

## Erwägungsgründe im nationalen Recht

### Belgien
In Belgien werden bestimmten Rechtsakten Erwägungsgründe vorangestellt, so z. B. Erlassen der Regierungen der Regionen.

### Deutschland
Auf der Ebene des nationalen Rechts wird die Verwendung von Erwägungsgründen unterschiedlich gehandhabt. Das deutsche Recht kennt sie in der oben beschriebenen Form nicht, vielmehr werden etwa bei Gesetzen deren Entwürfe samt ausführlicher Begründung in den offiziellen Publikationen der Länderparlamente bzw. des Bundestages (siehe Bundestagsdrucksache) veröffentlicht.

### Liechtenstein
In Liechtenstein ist die Voranstellung von detaillierten Erwägungsgründen unüblich. Lediglich die Genehmigung des Beschlusses des Liechtensteinischen Landtags für eine bestimmte Rechtsnorm durch den Fürsten wird, meist in einem Satz, dem Gesetzestext vorangestellt (Beispiel): „Dem nachstehenden vom Landtag gefassten Beschluss erteile Ich Meine Zustimmung:“ Dies ist eine Folge aus der gemäß Liechtensteinischen Verfassung (theoretisch) gespalteten Staatsgewalt in Fürst und Volk, welche diese nach Maßgabe der Bestimmungen der Verfassung ausüben (Art 2 Landesverfassung).

### Österreich
In den älteren österreichischen Gesetzgebung, insbesondere vor 1918 in der Kaiserzeit, war die Voranstellung von Erwägungsgründen üblich und teilweise auch mit dem eigentlichen Rechtstext untrennbar vermengt.
In der neuern Gesetzgebung, ab etwa 1918, ist die Verwendung von Erwägungsgründen sehr selten anzutreffen. Stattdessen wird der Beweggrund für die Rechtsnorm in neuester Zeit oft als Teil des Gesetzestextes selbst aufgenommen (sog. „Zweck“).

## Erwägungsgründe im Privatrecht
Auch in privaten Verträgen werden Erwägungsgründe, teilweise auch ganze Präambeln, aufgenommen. Dies ist nicht verpflichtend und dient, ebenso wie im staatlichen und überstaatlichen Recht, lediglich der Erläuterung und Auslegung der nachfolgenden Normen.